# Aleksiej Spiridonow (wojskowy)
Aleksiej Iwanowicz Spiridonow, ros. Алексей Иванович Спиридонов (ur. 11 lutego?/23 lutego 1899 w Petersburgu, zm. 11 maja 1949 w Monachium) – rosyjski wojskowy (sztabskapitan), dowódca oddziału szkoleniowego w szkole propagandystów ROA w Dabendorfie, a następnie szef oddziału propagandy w Głównym Zarządzie Propagandy Sił Zbrojnych Komitetu Wyzwolenia Narodów Rosji podczas II wojny światowej.
Ukończył szkołę techniczną w Moskwie, uzyskał średnie wykształcenie w specjalności inżynier – chemik gazowy. Służył w carskiej armii rosyjskiej jako oficer rezerwy artylerii, brał udział w I wojnie światowej. Doszedł do stopnia sztabskapitana, uzyskanego jesienią 1917 r. Został ranny podczas ataku kawalerii austriackiej na jego baterię artylerii. Był odznaczony 7 orderami wojskowymi, w tym Orderem Św. Jerzego 4 klasy i Orderem Św. Włodzimierza z mieczami.
18 marca 1918 wstąpił do RKKA, w latach 19919-20 brał udział w walkach przeciwko oddziałom Armii Syberyjskiej admirała Kołczaka na Dalekim Wschodzie i w 1920 na Froncie Zachodnim przeciwko Polsce oraz w 1921 przeciwko oddziałom powstańczym. Po ukończeniu 2 piotrogradzkich kursów artyleryjskich został dowódcą baterii artylerii 5 Dywizjonu Artylerii Ciężkiej. Pod koniec maja 1920 objął funkcję zastępcy dowódcy baterii, zaś w połowie czerwca tego roku szefa łączności dywizjonu. Od początku listopada ponownie był zastępcą dowódcy baterii. W połowie czerwca 1921 objął dowództwo baterii artylerii Mieszanego Dywizjonu Haubic 5 Saratowskiej Dywizji Strzeleckiej. Od lipca tego roku pełnił analogiczną funkcję w 3 Dywizjonie Artylerii Lekkiej. Na początku stycznia 1922 został zastępcą dowódcy dywizjonu. Od końca grudnia tego roku pełnił funkcję instruktora, zaś od początku stycznia 1924 agitatora oświatowego w oddziale politycznym. Na początku lipca tego roku został komisarzem wojskowym w Samodzielnym Dywizjonie Artylerii Twierdzy Szlisselburg. W połowie września 1930 ukończył studia na wydziale chemicznym Akademii Wojskowo-Technicznej im. F. E. Dzierżyńskiego, po czym jako inżynier – chemik pozostał w Akademii na stanowisku szefa oddziału szkoleniowo-laboratoryjnego wydziału chemicznego. W połowie maja 1931 objął funkcję szefa katedry oddziałów technicznych. Od końca lipca 1932 był szefem 1 sektora, zaś od połowy marca 1933 szefem 1 oddziału sztabu Akademii Chemicznej Armii Czerwonej. W 1936 r. awansował do stopnia porucznika, a kilka miesięcy później wojeninżyniera 3 rangi. Pod koniec 1936 przeniesiony do rezerwy na podstawie wyroku sądowego. Pracował jako szef laboratorium chemicznego.
Po ataku wojsk niemieckich na ZSRR 22 czerwca 1941 r., został zmobilizowany do Armii Czerwonej i w stopniu majora skierowany do dyspozycji dowódcy 927 Pułku Artyleryjskiego i wyznaczony na szefa służby chemicznej pułku. Według oficjalnego komunikatu we wrześniu 1941 przepadł bez wieści na Froncie Zachodnim.
We wrześniu 1941 dostał się do niewoli niemieckiej, przebywał w różnych obozach jenieckich, w tym na Białorusi. W maju 1943 r. podjął kolaborację z Niemcami. Skierowano go do szkoły propagandystów ROA w Dabendorfie pod Berlinem. W połowie czerwca tego roku ukończył kurs propagandystów Rosyjskiej Armii Wyzwoleńczej (ROA), otrzymał stopień pułkownika. W sierpniu objął dowództwo oddziału szkoleniowego w szkole, prowadził zajęcia metodyczne z wykładowcami. Był członkiem komisji kwalifikacyjnej i werbunkowej. Pod koniec 1943 r. wstąpił do Narodowego Związku Pracujących (NTS). Od czerwca 1944 r. prowadził działalność propagandową w obozach jenieckich dla czerwonoarmistów, w październiku tego roku został szefem oddziału pracy z jeńcami wojennymi Głównego Zarządu Propagandy Komitetu Wyzwolenia Narodów Rosji (KONR). W marcu 1945 r. uczestniczył w formowaniu kompanii propagandystów dla 1 Dywizji Piechoty i 2 Dywizji Piechoty Sił Zbrojnych Komitetu Wyzwolenia Narodów Rosji.
Po zakończeniu wojny ukrywał się w Karlsbadzie, unikając wydania Sowietom. Trafił do obozu dla uchodźców w Mehenhof pod Kassel, gdzie zajmował się reorganizacją kadr NTS. W 1947 r. opuścił tę organizację. W 1948 r. współtworzył Związek Flagi Andriejewskiej. Był członkiem rady wojskowo-politycznej i głównego zarządu Związku.
11 maja 1949 zmarł z powodu stenokardii.